# Akan-Sprachen
Das Wort Akan [akã] bezeichnet eine Gruppe von Sprachen mit ca. 8.300.000 Sprechern, die der Kwa-Sprachfamilie zugeordnet werden und in Ghana und der Elfenbeinküste gesprochen werden. Sprecher sind die verschiedenen sogenannten Akanvölker.

## Teilung der Akansprachen / Zugehörigkeitsfrage
Innerhalb der Akansprachen wird zwischen folgenden Sprachen unterschieden, über deren Zugehörigkeit zur Akangruppe Einigkeit besteht:
- Aschanti-Twi (ca. 2.800.000),
- Fante (ca. 1.900.000)
- Akuapem-Twi (ca. 555.000 Sprecher)
- Agona
- Denkyira
- Chakosi
- Asen
- Akyem Bosome
- Kwahu
- Abron (Sprache)
- Wassaw

Andere Quellen unterscheiden neben diesen oben aufgeführten Sprachen (dann „Ost-Akansprachen“ genannt) noch eine Gruppe von „West-Akansprachen“:
- Nzema
- Ahanta
- Anyin
- Baule

Nach SIL International trennen sich die beiden Akangruppen aber nach dem Zweig „Central“ des Klassifikationsschemas in der obigen Infobox gleichberechtigt in „Akan“ und „Bia“. Nzema, Ahanta, Anyi und Baule gehören danach nicht den Akansprachen, sondern dem Bia-Zweig an.
Im Widerspruch dazu ist in der Arbeit von PK Agbedor von CASAS vom Komplex 1 und Komplex 2 (etwa dem obigen „West-Akan“ oder „Ost-Akan“ entsprechend) der Sprachformen Ghanas die Rede. Die Komplexe zeichnen sich durch Verständlichkeit untereinander aus.
Komplex 1 wird dort als r-Akan bezeichnet (hauptsächlich Twi, Fante, Akuapem, Akyem, Wasa, Bono, Asen, Akwamu, Kwahu gesprochen in Ghana und Teilen von Togo). Diese benutzen den Laut „L“ nicht ausdrücklich. Demgegenüber stünde als Komplex 2 die Gruppe l-Akan (Nzema, Baule und andere Dialekte, die vornehmlich in der Elfenbeinküste gesprochen werden), die den Laut „R“ nicht gebrauchen.

## Verschriftlichung
Die größeren dieser Sprachen existieren auch in geschriebener Form. Abron ist als Sprache auch sehr weit verbreitet, wurde aber nie zur Schriftsprache entwickelt. Das Büro für Sprachen Ghanas hat für drei Dialekte eine Wörterliste mit einheitlicher Orthographie zusammengestellt, die über 20.000 Wörter umfasst. Sie wird allerdings noch nicht weiträumig genutzt. Akan ist eine der in erster Linie von der Regierung unterstützten Sprachen in Ghana. Sie wird in lateinischen Buchstaben mit erweitertem Alphabet geschrieben.

## Akan in Südamerika
Mit den Sklaven wurde die Sprache nach Südamerika gebracht. Nachfahren entflohener Sklaven in Suriname sprechen eine Form dieser Sprache, sie haben auch den Brauch beibehalten, ihre Kinder nach dem Wochentag ihrer Geburt zu benennen, zum Beispiel Kwasi (für einen Jungen) und Kwasiba (für ein Mädchen), die an einem Sonntag geboren wurden. Auch die Anansi-Nsem-Spinnengeschichten sind in Suriname bekannt.